# Refrigerante

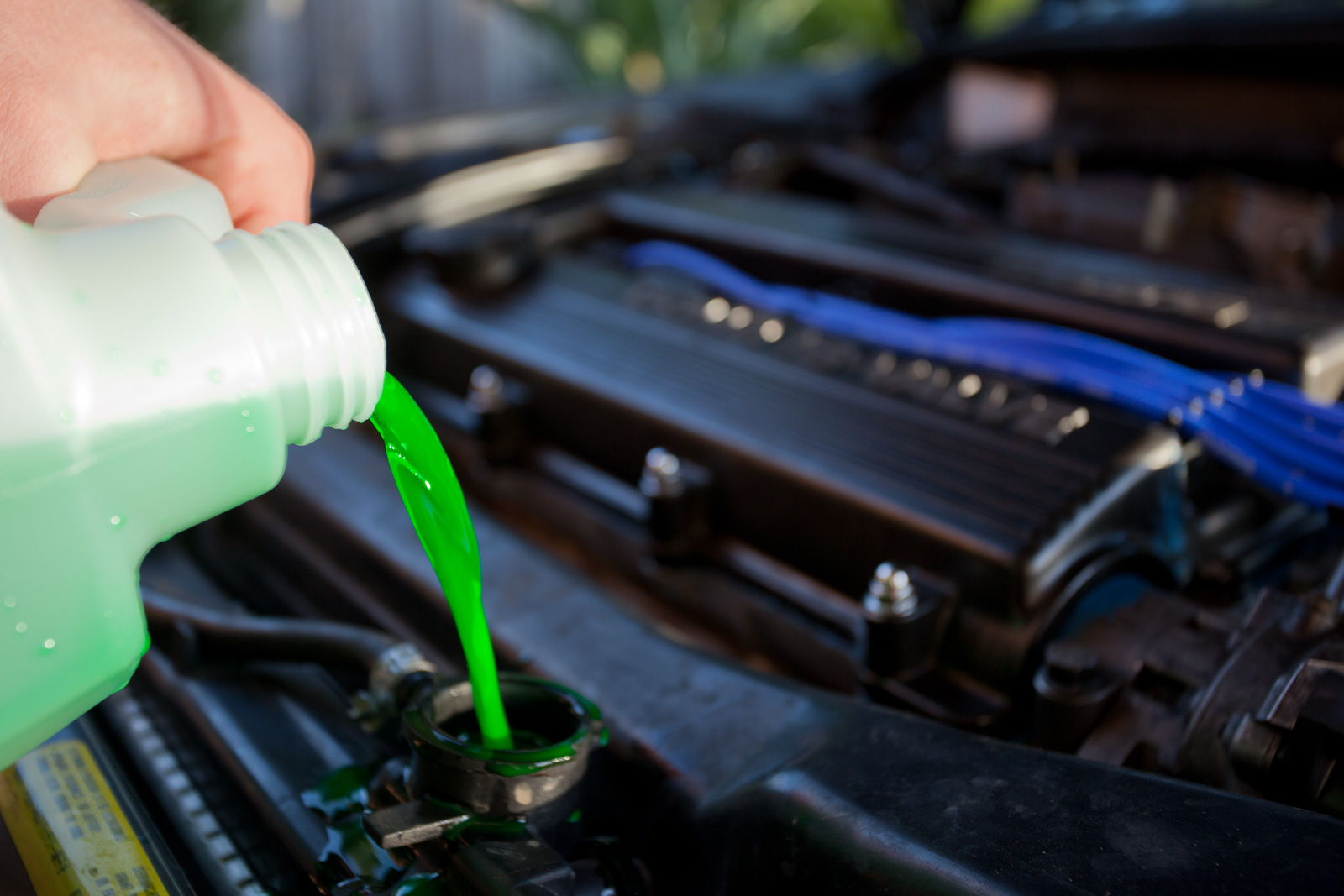
Refrigerante líquido vertido en un radiador de automóvil

Un refrigerante es una sustancia que se utiliza para reducir o regular la temperatura de un sistema. Un refrigerante ideal tiene alta capacidad calorífica, baja viscosidad, bajo costo, no tóxico, químicamente inerte y no causa ni promueve la corrosión del sistema de enfriamiento. Algunas aplicaciones requieren que el refrigerante sea un aislante eléctrico.
Si bien el término "refrigerante" se usa comúnmente en aplicaciones automotrices y HVAC, en el procesamiento industrial, el fluido de transferencia de calor es un término técnico que se usa con más frecuencia en aplicaciones de fabricación a alta y baja temperatura. El término también cubre los fluidos de corte. El fluido de corte industrial se ha clasificado ampliamente como refrigerante soluble en agua y fluido de corte puro. El refrigerante soluble en agua es una emulsión de aceite en agua. Tiene un contenido de aceite variable desde cero (refrigerante sintético).
Puede mantener su fase y permanecer líquido o gaseoso, o puede sufrir una transición de fase, con el calor latente aumentando la eficiencia de enfriamiento. Este último, cuando se utiliza para alcanzar una temperatura por debajo de la temperatura ambiente, se conoce más comúnmente como refrigerante para refrigeración.

## Gases
El aire es una forma común de refrigerante. La refrigeración por aire utiliza un flujo de aire convectivo (refrigeración pasiva) o una circulación forzada mediante ventiladores.
El hidrógeno se utiliza como refrigerante gaseoso de alto rendimiento. Su conductividad térmica es más alta que la de todos los demás gases, tiene una alta capacidad de calor específico, baja densidad y, por lo tanto, baja viscosidad, lo que es una ventaja para las máquinas rotativas susceptibles a pérdidas por efecto del viento. Los turbogeneradores refrigerados por hidrógeno son actualmente los generadores eléctricos más comunes en las grandes centrales eléctricas.
Los gases inertes se utilizan como refrigerantes en los reactores nucleares refrigerados por gas. El helio tiene una baja tendencia a absorber neutrones y volverse radiactivo. El CO2 se utiliza en los reactores Magnox y AGR.
El hexafluoruro de azufre se usa para enfriar y aislar algunos sistemas de energía de alto voltaje (disyuntores, interruptores, algunos transformadores, etc.).
El vapor se puede utilizar cuando se requiere una alta capacidad calorífica específica en forma gaseosa y se tienen en cuenta las propiedades corrosivas del agua caliente.

## Bifásico
Algunos refrigerantes se utilizan tanto en forma líquida como gaseosa en el mismo circuito, aprovechando el alto calor latente específico del cambio de fase de ebullición/condensación, la entalpía de vaporización, además de la capacidad calorífica sin cambio de fase del fluido.
Los refrigerantes para refrigeración son líquidos refrigerantes que se utilizan para alcanzar bajas temperaturas al sufrir un cambio de fase entre líquido y gas. Los halometanos se usaban con frecuencia, con mayor frecuencia R-12 y R-22, a menudo con propano licuado u otros haloalcanos como R-134a. El amoníaco anhidro se usa con frecuencia en grandes sistemas comerciales y el óxido de azufre se usaba en los primeros refrigeradores mecánicos. El CO2 (R-744) se utiliza como fluido de trabajo en sistemas de control de clima para automóviles, aire acondicionado residencial, refrigeración comercial y máquinas expendedoras. Muchos refrigerantes se eliminan por razones ambientales (los CFC debido a los efectos de la capa de ozono, ahora muchos de sus sucesores enfrentan restricciones debido al calentamiento global, por ejemplo, el R134a).
Los tubos de calor son una aplicación especial de los refrigerantes.
El agua se emplea a veces de esta manera, por ejemplo, en reactores de agua en ebullición. El efecto de cambio de fase puede usarse intencionalmente o puede ser perjudicial.
Los materiales de cambio de fase utilizan la otra transición de fase entre sólido y líquido.
Los gases líquidos pueden caer aquí o en los refrigerantes, ya que su temperatura a menudo se mantiene por evaporación. El nitrógeno líquido es el ejemplo más conocido que se encuentra en los laboratorios. El cambio de fase puede no ocurrir en la interfaz enfriada, sino en la superficie del líquido, donde el calor se transfiere por convección o flujo forzado.

## Líquidos
El agua es el refrigerante más común dada su alta capacidad calorífica y su bajo costo. Por lo general, se usa con aditivos, como inhibidores de corrosión y anticongelantes (generalmente etilenglicol, dietilenglicol o propilenglicol). Un anticongelante se usa cuando el refrigerante a base de agua tiene que soportar temperaturas por debajo de 0 °C (32 °F; 273 K), o cuando se deba elevar su punto de ebullición. La betaína es un refrigerante similar, con la excepción de que está hecho de jugo de plantas puro, que no es tóxico ni difícil de desechar ecológicamente. 
- El agua desionizada muy pura, debido a su conductividad eléctrica relativamente baja, se usa para enfriar algunos equipos eléctricos, a menudo transmisores de alta potencia y tubos de vacío de alta potencia.
- El agua pesada es un moderador de neutrones utilizado en algunos reactores nucleares; también tiene una función secundaria como refrigerante. Los reactores de agua ligera, tanto los de agua en ebullición como los de agua a presión, el tipo más común, utilizan agua ordinaria (ligera). Algunos diseños, por ejemplo Reactor CANDU, use ambos tipos; agua pesada en el tanque de calandria no presurizado como moderador y refrigerante suplementario, y agua ligera como fluido primario de transferencia de calor.

El polialquilenglicol (PAG) se utiliza como fluidos de transferencia de calor térmicamente estables y de alta temperatura que exhiben una fuerte resistencia a la oxidación. Los PAG modernos también pueden ser no tóxicos y no peligrosos.
El fluido de corte es un refrigerante que también sirve como lubricante para máquinas herramienta de conformado de metales.
Los aceites se utilizan a menudo para aplicaciones en las que el agua no es adecuada. Con puntos de ebullición más altos que el agua, los aceites pueden elevarse a temperaturas considerablemente más altas por encima de los 100 °C (212 °F; 373 K), sin introducir altas presiones dentro del recipiente o sistema de circuito en cuestión. Muchos aceites tienen usos que abarcan transferencia de calor, lubricación, transferencia de presión (fluidos hidráulicos), a veces incluso combustible, o varias funciones similares a la vez.
- Los aceites minerales sirven como refrigerantes y lubricantes en muchos engranajes mecánicos. También se utilizan algunos aceites vegetales, por ejemplo: aceite de ricino. Debido a sus altos puntos de ebullición, los aceites minerales se utilizan en calentadores portátiles eléctricos tipo radiador, en aplicaciones residenciales y en sistemas de circuito cerrado para calefacción y refrigeración de procesos industriales. El aceite mineral se usa a menudo en sistemas de PC sumergidos, ya que no es conductor y, por lo tanto, no provocará cortocircuitos ni dañará ninguna pieza.
  - Los aceites de éter polifenílico son adecuados para aplicaciones que necesitan estabilidad a altas temperaturas, volatilidad muy baja, lubricidad inherente y/o resistencia a la radiación. Los aceites de perfluoropoliéter son su variante químicamente más inerte.
  - Se utiliza una mezcla eutéctica de difenil éter (73.5%) y bifenilo (26.5%) por su amplio rango de temperatura y estabilidad hasta 400 °C (752 °F; 673 K).
  - Los bifenilos policlorados y los terfenilos policlorados se usaban en aplicaciones de transferencia de calor, favorecidos por su baja inflamabilidad, resistencia química, hidrofobicidad y propiedades eléctricas favorables, pero ahora se están eliminando debido a su toxicidad y bioacumulación.
- Los aceites de silicona y los aceites de fluorocarbono como el fluorinert, son los preferidos por su amplio rango de temperaturas de funcionamiento. Sin embargo, su alto costo limita sus aplicaciones.
- El aceite de transformador se utiliza para la refrigeración y el aislamiento eléctrico adicional de los transformadores eléctricos de alta potencia. Generalmente, se utilizan aceites minerales. Los aceites de silicona se emplean para aplicaciones especiales. Los bifenilos policlorados se usaban comúnmente en equipos antiguos, que ahora pueden presentar riesgo de contaminación.

Los combustibles se utilizan con frecuencia como refrigerantes para motores. Un combustible frío fluye sobre algunas partes del motor, absorbiendo su calor residual y precalentándose antes de la combustión. El queroseno y otros combustibles para aviones cumplen con frecuencia esta función en los motores de aviación. El hidrógeno líquido se utiliza para enfriar las toberas de los motores de cohetes.
El refrigerante sin agua se utiliza como alternativa a los refrigerantes convencionales de agua y etilenglicol. Con puntos de ebullición más altos que el agua de alrededor de 370 °C (698 °F; 643 K), la tecnología de enfriamiento resiste la ebullición. El líquido también previene la corrosión.
Los freones se usaban con frecuencia para la refrigeración por inmersión.

### Sales y metales fundidos
Las aleaciones fusibles líquidas se pueden usar como refrigerantes en aplicaciones donde se requiere estabilidad a alta temperatura, por ejemplo, algunos reactores nucleares reproductores rápidos. Se utilizan con frecuencia sodio (en reactores rápidos refrigerados por sodio) o aleación sodio-potasio NaK; en casos especiales se puede emplear litio. Otro metal líquido utilizado como refrigerante es el plomo, por ejemplo, en reactores rápidos enfriados por plomo o una aleación de plomo y bismuto. Algunos de los primeros reactores de neutrones rápidos usaban mercurio.
Para ciertas aplicaciones, los vástagos de las válvulas de asiento automotrices pueden ser huecos y estar llenos de sodio para mejorar el transporte y la transferencia de calor.
Para aplicaciones de muy alta temperatura, por ejemplo, reactores de sal fundida o reactores de muy alta temperatura, las sales fundidas se pueden usar como refrigerantes. Una de las posibles combinaciones es la mezcla de fluoruro de sodio y tetrafluoroborato de sodio (NaF-NaBF4). Otras opciones son FLiBe y FLiNaK.

### Gases líquidos
Los gases licuados se utilizan como refrigerantes para aplicaciones criogénicas, incluida la microscopía crioelectrónica, el overclocking de procesadores informáticos, aplicaciones que utilizan superconductores o sensores extremadamente sensibles y amplificadores de muy bajo ruido.
CO2: se utiliza como reemplazo del refrigerante para fluidos de corte. El CO2 puede proporcionar un enfriamiento controlado en la interfaz de corte, de modo que la herramienta de corte y la pieza de trabajo se mantengan a temperatura ambiente. El uso de CO2 prolonga en gran medida la vida útil de la herramienta y, en la mayoría de los materiales, permite que la operación se ejecute más rápido. Se lo considera un método respetuoso con el medio ambiente y a su vez, mantiene a las piezas limpias y secas, reduciendo las operaciones de limpieza secundaria.
Nitrógeno líquido: es el refrigerante en uso más común y menos costoso, que hierve a −196 °C (−321 °F; 77 K). El aire líquido se utiliza en menor medida debido a su contenido de oxígeno líquido que lo hace propenso a provocar incendios o explosiones cuando entra en contacto con materiales combustibles.
Neón licuado: Se pueden alcanzar temperaturas más bajas usando al hervir a aproximadamente −246 °C (−411 °F; 27 K). Las temperaturas más bajas, utilizadas por los imanes superconductores, se alcanzan utilizando helio líquido.
Hidrógeno líquido de −250 a −265 °C (−418 a −445 °F) (23 a 8 K) también se puede utilizar como refrigerante. El hidrógeno líquido también se usa como combustible y como refrigerante para enfriar las toberas y las cámaras de combustión de los motores de cohetes.

### Nanofluidos
Una nueva clase de refrigerantes son los nanofluidos que consisten en un líquido portador, como el agua, disperso con pequeñas partículas a escala nanométrica conocidas como nanopartículas. Nanopartículas especialmente diseñadas de, por ejemplo, CuO, alúmina, dióxido de titanio, nanotubos de carbono, sílice o metales (por ejemplo, cobre o nanobarras de plata) dispersos en el líquido portador mejoran las capacidades de transferencia de calor del refrigerante resultante en comparación con el líquido portador solo. La mejora puede ser teóricamente tan alta como 350%. Sin embargo, los experimentos no demostraron mejoras tan altas en la conductividad térmica, pero encontraron un aumento significativo del flujo de calor crítico de los refrigerantes. 
Se pueden lograr algunas mejoras significativas; por ejemplo, nanovarillas de plata de 55±12 nm de diámetro y 12.8 µm de longitud promedio a 0.5% vol. aumentaron la conductividad térmica del agua en un 68% y 0.5% vol. de nanovarillas de plata aumentaron la conductividad térmica del refrigerante a base de etilenglicol en un 98%. Las nanopartículas de alúmina al 0.1% pueden aumentar el flujo de calor crítico del agua hasta en un 70%; las partículas forman una superficie porosa rugosa en el objeto enfriado, lo que fomenta la formación de nuevas burbujas, y su naturaleza hidrófila ayuda a alejarlas, lo que dificulta la formación de la capa de vapor. El nanofluido con una concentración superior al 5% actúa como fluidos no newtonianos.

## Sólidos
En algunas aplicaciones, los materiales sólidos se utilizan como refrigerantes. Los materiales requieren mucha energía para vaporizarse; esta energía luego se la llevan los gases vaporizados. Este enfoque es común en vuelos espaciales, para escudos de reentrada atmosférica ablativos y para enfriamiento de toberas de motores de cohetes. El mismo enfoque también se utiliza para la protección contra incendios de estructuras, donde se aplica un revestimiento ablativo.
El hielo seco y el hielo de agua también se pueden usar como refrigerantes, cuando están en contacto directo con la estructura que se está enfriando. A veces se usa un fluido de transferencia de calor adicional; agua con hielo y hielo seco en acetona son dos combinaciones populares.
La sublimación del hielo de agua se utilizó para enfriar el traje espacial del Proyecto Apolo.